# Ramten
Ramten is een plaats in de Deense regio Midden-Jutland, gemeente Norddjurs, en telt 231 inwoners (2007).